# Hybocamenta variabilis
Hybocamenta variabilis är en skalbaggsart som beskrevs av Fahraeus 1857. Hybocamenta variabilis ingår i släktet Hybocamenta och familjen Melolonthidae. Inga underarter finns listade i Catalogue of Life.